# Sant'Agata Fossili
Sant'Agata Fossili, (Sant'Àgata en piemontès) és un municipi situat al territori de la província d'Alessandria, a la regió del Piemont (Itàlia).
Limita amb els municipis de Carezzano, Cassano Spinola, Castellania, Gavazzana i Sardigliano.
Pertanyen al municipi les frazioni de Giusolana, Podigliano i Torre Sterpi.